# 鴨川ダム
鴨川ダム（かもがわダム）は、兵庫県加東市黒谷、一級河川・加古川水系鴨川に建設されたダムである。
農林水産省近畿農政局が管理する農林水産省直轄ダムで、高さ43.5メートルの重力式コンクリートダム。旧農林省によって手掛けられた国営東条川農業水利事業の中心施設として建設され、播磨平野中部の灌漑を目的としている。完成後も農林水産省による直轄管理が行われる数少ないダムの一つで、加古川水系に建設された他の直轄ダムと総合的に管理されている。ダムによって形成された人造湖は地元の名称を採って東条湖（とうじょうこ）と命名されたが、関西地方有数の観光地として多くの観光客が訪れるスポットとなっている。

## 沿革
播磨平野は弥生時代中期より稲作が盛んになった地域である。しかしこの地は瀬戸内海気候に属しており、温暖な土地柄である反面降水量が少なく慢性的な水不足に悩まされる地域であった。このため古くよりため池が盛んに造られ、香川県の讃岐平野や和歌山県の和歌山平野などと共に日本でため池が密集している地域となっている。江戸時代に入っても播磨国は一国を支配していた池田氏が岡山藩に転封後、姫路藩、明石藩、赤穂藩など13の中小諸藩に分割され、さらに天領や旗本の所領が入り組んで複雑な支配体系となり、この地を流れる大河・加古川の有効利用がなかなか図れず農民は新田開発もままならない状態であった。
明治に入り加古川水系の開発が本格的に進められ、支流を利用した淡河川（おうごがわ）疏水が建設されるなどしたが根本的な解決には至らず、さらに稲作に代わる商品作物として盛んに栽培されていた綿花が、地租改正と欧米からの安価な輸入品に押されて壊滅的な打撃を受けた。このため播磨平野の農家は再び稲作へ活路を見出さなければならなくなったが加古川を利用した農業用水の整備は遅れたままであり、政府による大規模な開発を切望するようになった。
1924年（大正13年）、加東郡・加西郡・印南郡・加古郡・美嚢郡の播磨地域5郡27町村の首長は東播磨農業開発期成同盟を結成。農業用水確保のために水源となる農業用ダムと用水路を建設するよう政府に大規模な陳情を行った。この陳情は政府によって採用され、国会での採択が行われたあと実態調査が行われた。しかし当時は1931年（昭和6年）に満州事変が勃発、1937年（昭和12年）の日中戦争から1941年（昭和16年）太平洋戦争の開戦という戦時体制に突入する状況であり、極めて時期が悪かった。このため政府も次第に軍需産業育成一辺倒になり農業政策が後手に回り、その上1944年（昭和19年）に小磯内閣が「決戦非常措置要領」を発布して全資源を戦時体制に費やすことを決めたためにダム事業が続々中断され、結果的に加古川筋における農業用ダム建設の話も自然消滅した。
太平洋戦争の敗戦後日本は深刻な食糧危機に陥り、食糧確保に困窮する国民の不満は増大。東京都世田谷区民25万人が皇居へ押し寄せる食糧メーデーまで発生した。背後に日本共産党が活動していることを察知した連合国軍最高司令官総司令部（GHQ）は国民の不満を逸らし「赤化」を阻止するため緊急食糧援助を行う傍ら、新規に農地開墾を行って食糧増産態勢を図り、早急に食糧自給率の回復を目指す政策の検討に入った。そして1947年（昭和22年）農林省はGHQの指示を受けて国営農業水利事業を発足させ、全国4水系・河川を対象にダム・頭首工・用水路を整備して広範囲の農地に農業用水を供給し、大規模な圃場（ほじょう）整備を行って食糧増産を図った。この中で静岡県の大井川、福井県の九頭竜川、滋賀県の野洲川と共に第一次の農業水利事業対象地域に選ばれたのが加古川であり、水源として建設されるダム事業の第一弾として鴨川ダムが計画された。

## 補償
加古川流域における状況は終戦後も変わらず、食糧危機の到来を期に農業開発が叫ばれ既に開墾された農地への水利と新規開拓地の水田化を図るため再びダムの建設運動が起こった。その運動の中心となったのが当時上東条村の村長であった橋本卯一郎であった。橋本は受益地区である加東郡11町村で東播普通水利組合を結成してその組合長に就任、上福田村長である大西亀次郎と市場村長である近藤次を副組合長に据えて運動を率い、政府とGHQ軍政部の両者に陳情嘆願を繰り返して行った。この運動が実を結びGHQ軍政部資源課に所属するベニー中尉が現地視察を行い、その結果ダムの建設が本格化することになった。
農林省は加古川の支流である東条川に合流する二次支流・鴨川をダム建設予定地に決め、ダムで貯水された水を東条川下流に建設する頭首工で取水して用水路を整備、それら施設整備によって東条川沿岸にある4,000ヘクタールの農地に農業用水を供給する計画を立てた。この計画は1947年より国営東条川農業水利事業として発足し、根幹施設である鴨川ダムの建設も同年より開始された。だがダム建設に伴い鴨川沿岸の土井集落がダムの底に沈むこととなった。土井集落は7戸51人の小集落で、田畑7ヘクタールがあったがダムの完成によって父祖伝来の地を離れることになる。補償に関しては農林省や東播普通水利組合が土井集落と度重なる話し合いを行い補償問題は解決、4年の歳月を掛けてダムは建設され1951年（昭和26年）11月に完成。加古川流域に住む農家の悲願は土井集落7戸51人の犠牲を伴いながらも、1924年の政府請願以来26年目にして実現したのである。なお、鴨川ダムは農林水産省が最初に手掛けたコンクリートダムでもあった。

## 事業の拡充

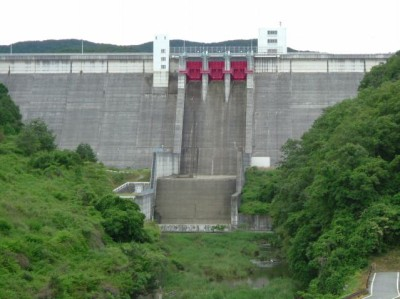
呑吐ダム（志染川）
鴨川ダムなどと連携して播磨平野の灌漑に貢献する

ダム完成後も国営東条川農業水利事業は継続して実施され、1964年（昭和39年）には頭首工や用水路の整備も終了して全事業が完成。4,000ヘクタールの農地は用水の恩恵を受けた。しかし播磨平野・加古川流域全体を見るとまだ水不足に悩まされる地域が多く、東条川の事業が終了した後も農林省は加古川流域における国営農業水利事業を継続して行った。
1965年（昭和40年）からは加古川右岸地域における農地灌漑を目的として国営加古川西部農業水利事業を実施。西脇市や多可郡一帯の農地へ新規の農業用水を供給するため加古川支流・野間川を中心とした水源開発を行い野間川支流の仕出原川に糀屋ダム（こうじやダム）が1990年（平成2年）に完成。加古川右岸地域の水需要が改善した。さらに1970年（昭和45年）からは加古川左岸地域の加古川支流・美嚢川流域一帯の農地へ新規の農業用水を供給するため、国営東播磨農業水利事業（東播用水事業）が開始された。この事業では篠山市を流れる加古川支流の篠山川に川代ダムを建設して取水を行い、鴨川が合流する東条川に大川瀬ダムを建設。そこからさらに導水路を建設して美嚢川支流の志染川に呑吐ダム（どんどダム）を建設して貯水を行い、貯水した水を三木市など東播磨地域の農地に供給することとした。この時鴨川ダムについても大川瀬ダムから鴨川導水路を建設して東条川から導水し、用水の補充を図ったのである。
導水路を利用した広域農業水利事業としては阿賀野川水系から阿武隈川水系へ導水する羽鳥ダム（福島県・鶴沼川）の国営白河矢吹開拓建設事業や、熊野川水系から紀の川水系へ導水する猿谷ダム（奈良県・熊野川）などの吉野熊野特定地域総合開発計画・国営十津川紀の川農業水利事業などがある。加古川水系の場合は加古川本流が大規模ダムを建設する適地が存在しないため支流にダムを建設して水源とする方針を採ったが、支流は何れも水量に乏しかったため複数の支流をトンネルで繋いで導水し、ダム間の水融通を円滑にする目的があった。このため複数の河川を利用する大規模な事業となり、水量調整などの面で厳密な管理が必要となる。農林水産省が施工したダムは通常、完成後には当該受益地域の土地改良区または都道府県へ管理を委託させるが、加古川の場合は播磨平野の過半が受益地域となるため水利権など利害の調整が重要であるため、鴨川ダムを含め国営農業水利事業に基づき完成した加古川水系のダムは全て農林水産省が直轄で管理を行う。現在は農林水産省近畿農政局・加古川水系広域農業施設総合管理所によって鴨川・川代・大川瀬・呑吐・糀屋の五ダムは統合管理が行われている。
これらダムは播磨平野の農業にとって重要な水がめとなったほか、県都・神戸市や三木市、明石市、姫路市、加東市の上水道および播磨臨海工業地帯の工業用水道の水源としても利用されており、国土交通省近畿地方整備局（当時は建設省）が1988年（昭和63年）に完成させた加古川大堰と共に兵庫県南部の重要な水資源施設として重要な位置を占めている。

## 東条湖

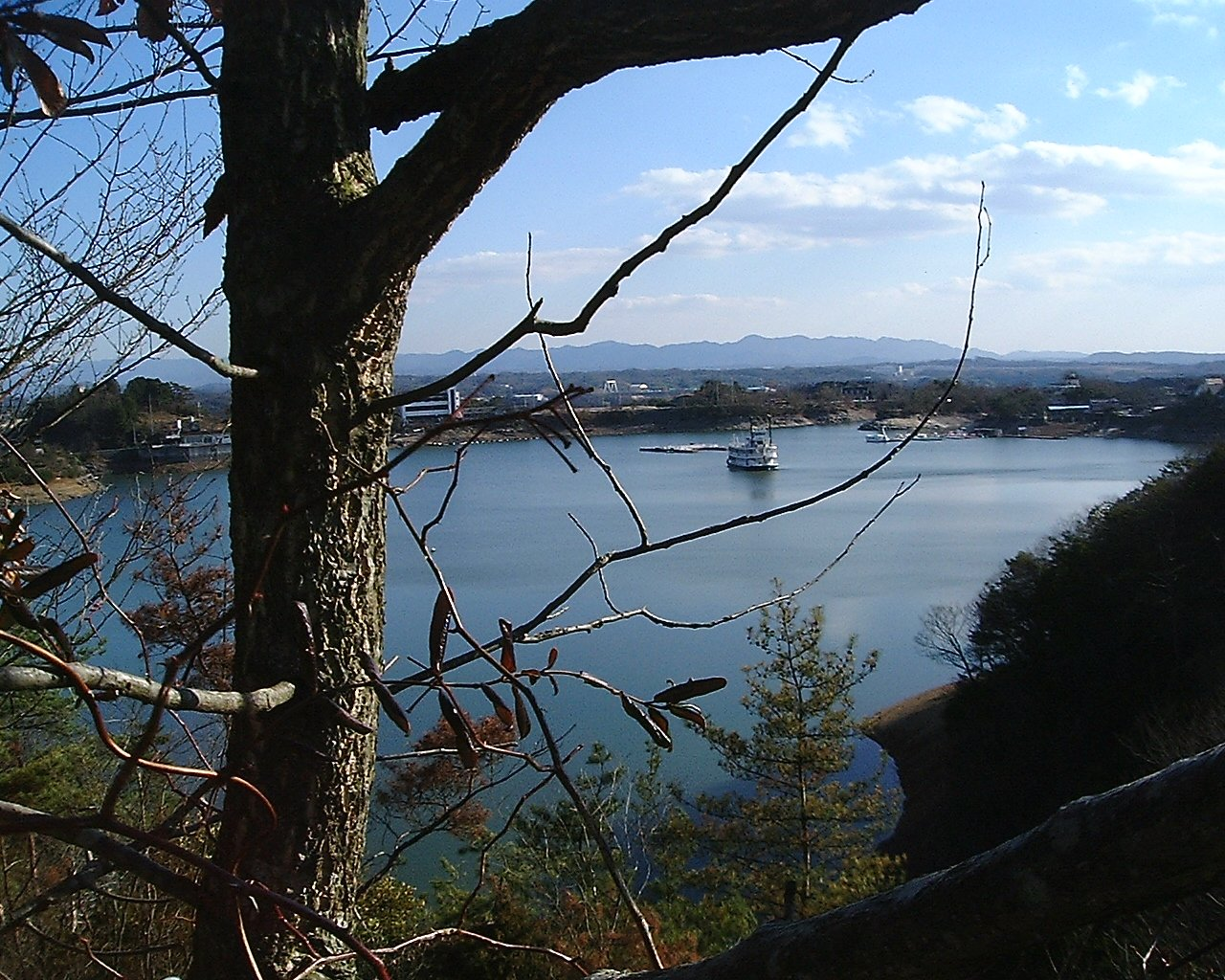
東条湖

完成した人造湖は土地の名前から取り東条湖と命名した。上空から見ると竜の形をしており、当初は「雲竜湖」と命名される予定であったといわれる。完成を記念して富田砕花作詞、井澤文太郎作曲の「東条湖歌」も作られた。1957年（昭和32年）にはダム・東条湖周辺が西国三十三観音霊場第25番札所である清水寺と共に清水東条湖県立自然公園に指定された。
東条湖は兵庫県播磨地域における主要な観光地である。湖はボートによる遊覧のほかニジマスやブラックバスの釣り場として多くの釣り客が訪れる。東条湖が形成する湖周囲の景観は東条湖八景と呼ばれ、不動岩・妹背岩・五所ヶ渓岩・鞍馬峡・鷲の巣窟・蓬莱峡・屏風岩・水天宮とそれぞれ命名されている。特に水天宮は東条湖において最も風光明媚な場所とされ守護神が祀られているが、それはダム建設によって父祖伝来の地を提供した土井集落7戸51人に対する報恩と、観光地としての発展を祈願して祀られたものである。1966年（昭和41年）からは湖畔に分譲地が整備され、住宅地も増加している。
ダム完成後早くから観光地としての整備が行われ、1969年（昭和44年）には東条湖ランドが開園。以後播磨地域唯一の遊園地として多くの観光客を集めた。また湖上には外輪船であるデキシークイーン号が就航、オートキャンプ場モビレージ東条湖や淡水水族館であるアクア東条、ホテルなども整備されて東条湖周辺は一大観光地として賑わいを見せた。1980年代には年間平均で約80万人が東条湖を訪れ、1994年（平成6年）に建設省が「地域に開かれたダム事業」を行う以前においては日本でも有数の観光客を集めるダム・ダム湖でもあった。しかし1990年代に入るとレジャーの多様化や平成不況などもあって客足は低下。東条湖ランドは2000年（平成12年）5月28日に閉園し、デキシークイーン号も2002年（平成14年）に運航を終了。東条湖ランド閉園2ヶ月後、東条湖おもちゃ王国が2000年7月20日にオープンしており、前記のように釣り客やアウトドアで訪れる観光客も多く、播磨地域の主要な観光地とされている。このように観光客が多く集まるダム湖ではあるが、財団法人ダム水源地環境整備センターが選定するダム湖百選には選ばれていない。
鴨川ダム・東条湖へは中国自動車道・ひょうご東条インターチェンジ下車後約10分で到着する。比較的交通の便が良いダムであり、道路も整備されている。至近距離には大川瀬ダムがある。